# Firefox Portable
Mozilla Firefox, Portable Edition，中文稱之為可攜式版本。由約翰·哈勒（John T. Haller）所開發，允許在隨身碟或其他裝置上執行Firefox瀏覽器。Firefox可攜式版本保留了官方安裝版的所有功能。

## 外部連結
- PortableApps.com（页面存档备份，存于）